# Ahmed Doozandeh
Ahmed Moein Mohammed Doozandeh (arab. ‏أحمد معين محمد دوزاندة‎, ur. 20 października 1995 w Dosze, Katar) – katarski piłkarz, irańskiego pochodzenia, występujący na pozycji środkowego pomocnika w katarskim klubie Al-Duhail SC.